# Wahl zum Northern Ireland Forum 1996
- SF: 17
- SDLP: 21
- Alliance: 7
- LC: 2
- NIWC: 2
- UDP: 2
- PUP: 2
- UUP: 30
- UKUP: 3
- DUP: 24

Die Wahl zum Nordirland-Forum fand am 23. Mai 1996 statt.
Das nordirische Forum für politischen Dialog wurde 1996 als Teil eines Verhandlungsprozesses gegründet, der 1998 zum Karfreitagsabkommen (Good Friday Agreement) führte.

## Wahlsystem
Das Forum wurde gewählt, indem für jeden Wahlkreis des britischen Parlaments für Nordirland jeweils fünf Mitglieder proportional nach dem D’Hondt-Verfahren bestimmt wurden. Es gab auch eine Aufstockung („top-up“) um jeweils zwei Sitze für die zehn Parteien, die die meisten Stimmen erhielten; dadurch wurde sichergestellt, dass zwei loyalistische Parteien, die mit paramilitärischen Gruppen verbunden sind, vertreten waren.

## Parteien
Die Aufstockungssitze wurden aus den von jeder Partei vorgelegten Listen gewählt. Die höchstplatzierten Kandidaten, die nicht bereits über einen Wahlkreis gewählt worden waren, gewannen die Zusatzsitze.